# Damnacanthus biflorus
Damnacanthus biflorus är en måreväxtart som först beskrevs av Alfred Rehder, och fick sitt nu gällande namn av Genkei Masamune. Damnacanthus biflorus ingår i släktet Damnacanthus och familjen måreväxter.
Artens utbredningsområde är Nansei-shoto. Inga underarter finns listade i Catalogue of Life.